# Плантен ун Бломен
Пла́нтен ун Бло́мен (н.-нем. Planten un Blomen — «растения и цветы») — общественный парк в центральной части Гамбурга, основанный в XIX веке на месте бывшего кольца укреплений. Получил название по Нижненемецкой садовой выставке, проводившейся в 1935 году. Занимает площадь в 47 га.
Первое из растений парка — платан, посаженный в ноябре 1821 года Иоганном Георгом Христианом Леманом. Его можно увидеть у входа со стороны железнодорожной станции Гамбург Даммтор.
Парк знаменит своими танцующими фонтанами, театром и музыкальными представлениями. Вход бесплатен. В дополнение к садам, в южной части размещена большая территория для игр, что делает парк популярным местом города. В парк входит старый ботанический сад Гамбурга.